# Sonnenstaatland
Das Sonnenstaatland, kurz SSL, ist ein Satire- und Aufklärungsprojekt über die Szene der Reichsbürger und Selbstverwalter. Das Sonnenstaatland wurde 2012 in Betrieb genommen; es steht in der Nachfolge von älteren Foren zu diesem Thema. Anlass der Gründung war die Ausrufung der Republik Freies Deutschland durch Peter Frühwald.
Das Projekt besteht aus einer Facebook-Seite, einem Blog, einem Twitter-Account, einem YouTube-Kanal, einem Forum, einem eigenen Wiki und einem kostenlos herunterladbarem Aufklärungsbuch.
Diese Komponenten werden von den Betreibern mit unterschiedlichen Inhalten befüllt:
- Die Facebook-Seite, der YouTube-Kanal und der Twitter-Account werden vorwiegend zur satirischen Kommentierung der Szene verwendet.
- Das Wiki kompiliert, ebenso wie das Aufklärungsbuch, typische Verschwörungstheorien der Szene und widerlegt diese; zudem werden verschiedene Akteure der Szene porträtiert.
- Das Forum dient der Community des Portals zur Recherche und zur Diskussion über Personen und Inhalte der Szene.

Die von Sonnenstaatland zusammengetragenen Informationen zur Reichsbürgerbewegung werden als Quelle in Publikationen des bundesdeutschen Verfassungsschutz genannt.
Die Betreiber möchten anonym bleiben.